# در مورد هنری
در مورد هنری (به انگلیسی: Regarding Henry) فیلمی محصول سال ۱۹۹۱ و به کارگردانی مایک نیکولز است. در این فیلم بازیگرانی همچون هریسون فورد، آنت بنینگ، بروک آلتمن، الیزابت ویلسون، جان لگویزمائو، بیل نون، ربکا میلر، دونالد موفات، روبن بارتلت، جیمز ربهورن و جی. جی. آبرامز ایفای نقش کرده‌اند.

## خلاصه داستان
«هنری» وکیلیست که از یک حمله مسلحانه جان سالم به در برده‌است اما چیزی به یاد نمی‌آورد. او توانایی صحبت کردن و راه رفتن خود را بدست می‌آورد اما در زندگی اش دیگر جائی ندارد. خوشبختانه او زنی عاشق و دختری دوست داشتنی دارد که به او کمک کنند…